# Ulric Widström
Carl Ulric Widström (i riksdagen kallad Widström i Stockholm), född 19 juni 1833 i Brattfors socken, Värmlands län, död 15 februari 1906 i Klara församling, Stockholm, var en svensk godsägare, jurist och politiker.
Widström blev 1851 student vid Uppsala universitet, där han avlade kameralexamen 1854 och examen till rättegångsverken 1856. Han blev extra ordinarie kanslist i Justitierevisionsexpeditionen sistnämnda år, auskultant i Svea hovrätt samma år, extra ordinarie notarie där och i Stockholms rådstuvurätt samma år, vice häradshövding 1860, tillförordnad fiskal i Svea hovrätt samma år, adjungerad ledamot där 1863, ordinarie fiskal 1864, assessor 1868, tillförordnad revisionssekreterare 1871 och konstituerad revisionssekreterare 1874. Widström var hovrättsråd i Svea hovrätt 1875–1903. Han var divisionsordförande från 1882 och tillförordnad president tre månader 1899.
Widström var ledamot av riksdagens andra kammare 1888–1890, invald i Stockholms stads valkrets. Han tillhörde Nya lantmannapartiet. Widström var kyrkomötesombud 1888 och 1898. Han var från 1899 fram till sin död i februari 1906 styrelseordförande i Evangeliska Fosterlands-Stiftelsen. Widström blev riddare av Nordstjärneorden 1876 och kommendör av andra klassen av nämnda orden 1892. Han är begraven på Norra begravningsplatsen utanför Stockholm.